# The Caretaker
The Caretaker (с англ. — «хранитель») — проект английского электронного музыканта Джеймса Ле́йланда Ки́рби (англ. James Leyland Kirby; род. 9 мая 1974, Стокпорт). Его работа под этим псевдонимом характеризовалась исследованием памяти и её постепенного ухудшения, ностальгии и меланхолии. Первоначально проект был вдохновлён сценой бального зала с привидениями в фильме «Сияние» 1980 года, с его первыми работами, состоящими из обработанных Семплов бальных поп-записей 30-х годов.
Его работы получили признание критиков в таких изданиях, как The Wire, New York Times и BBC Music.

## История

### Трилогия «Haunted Ballroom» (1999—2003)
Саймон Рейнольдс: относится к первым трём релизам The Caretaker’a как к «трилогии бальных танцев с привидениями», охватывающей 1999—2003 годы: «Selected Memories From The Haunted Ballroom», «A Stairway To The Stars», «We’ll All Go Riding On A Rainbow».
Джон Флетчер описал музыку как
«Мгновенно узнаваемая музыкальная идентичность британской поп-музыки для чайных комнат (танцевальная группа и свинг музыка 1920-х, 1930-х и 1940-х годов), с использованием множества эффектов, чтобы создать инверсию прустовского репликанта. Это прошлое незнакомца, перенесенное в ваши собственные воспоминания, переосмысление истории из инопланетного прошлого. Манерно-романтические колебания ушедшей эпохи оказываются заманчиво жуткими… Эти первые релизы прыгали от взрывов шума (сентябрь 1939 года) до газообразной атмосферы (We Cannot Escape The Past) и тонко пропитанные моменты откровенной красоты (Stardust — момент настолько увлекательный, что этот писатель женился на нем (не на самой песне, вы понимаете, о чем я)… несмотря на жуткость, есть что-то теплое и обольстительное в этом дебютном триптихе. Фильм Кубрика, как лучший хоррор, по-прежнему вызывает острые ощущения и остатки комфорта от привидений, странное тепло. Эти ранние набеги имеют очарование, которое вы найдете в детских историях о привидениях. Однако в третьем выпуске было трудно представить, что еще можно было сделать с этим проектом. Это было не менее чем красиво, просто трудно было представить, что в этом нужно еще». 

### Период «Амнезии» (2005—2008)
Альбом Theoretically pure anterograde amnesia был выпущен в 2005 и состоял из 72 аудиозаписей. Релиз получил признание критиков. Саймон Рейнольдс определяет это как сдвиг в звуке, «дезориентирующий по масштабу и абстракции», а период 2005—2008 года как «Исследование похожих зон тошнотворной аморфности». Доран также рассматривает альбом как «изменение направления проекта в концептуальном плане, поскольку он начал исследовать различные аспекты потери памяти, сама музыка стала более сложной в плане текстуры и структуры».
Джон Флетчер даёт альбому определение «лабиринт — это кетаминовая дыра для разума». Смутные облака шума, едва мерцающие сигналы жизни, только самые резкие следы романтизма прошлого (каким бы острым он ни был) — не за что цепляться". Марк Фишер противопоставляет этот альбом предыдущим альбомам The Caretaker’a: «Если его более ранние записи предполагали места, которые были покрыты плесенью, но всё ещё великолепны — грандиозные отели, разрушенные, давно заброшенные бальные залы, то Theoretically Pure Anteretrograde Amnesia предполагает места, которые опустели, где каждый неопознанный шум чреват угрозой».
Постоянное повторение фраз сочетает в себе явный интерес к амнезии и искажению памяти с более мелодичной атмосферой, ориентированной на пианино, с меньшим количеством узнаваемых сэмплов, чем в период Haunted Ballroom: «Через несколько минут вы понимаете, что что-то замкнуло… Каждая песня тесно связана, зациклена, единичное событие, преследующее собственное смирение. Ни развития, ни повествования, ни истории. Не каждая замкнутая канавка совершенно безнадёжна. Розовая ретроспектива фиксируется на событии с чувством менее обездоленной ностальгии — ловушка памяти, казалось бы, покоится на счастливый момент.» Кирби описал этот альбом как «намного теплее и нежнее… Не все воспоминания обязательно плохие или тревожные». В то время этот альбом считался его шедевром, а Кирби охарактеризовал себя как «удивлённого» уровнем приёма, поскольку он создавался в «мрачный» и трудный период его жизни.

### 2011: Перерыв и «An Empty Bliss Beyond This World»
После 2008 года веб-сайт The Caretaker’a объявил, что «началась работа над новым проектом на начало 2010 года, который полностью сместит акцент на мозг и функции мозга, воспоминания и отклонения». Тем не менее, следующий релиз во многом стал кульминацией его предыдущего звучания: он сочетал в себе комфорт эпохи бальных танцев с привидениями, зацикливание постоянных фраз и шумовую музыку Theoretically Pure Anteretrograde Amnesia, а также исследование болезни Альцгеймера.
В то время Кирби был сосредоточен на другом альбоме, и не планировал создавать этот. The Caretaker запись такого рода — альбом был сделан потому-что «чистая случайность в действии во все времена». Рецензия к альбому An Empty Bliss Beyond This World подробно рассматривается на его странице.
В этот период он также завершил саундтрек к фильму Гранта Джи «Терпение (по Зебальду)» (2012). В саундтреке Кирби к фильму используется запись 1927 года композиции Франца Шуберта, состоящая только из голоса и фортепианной части «Зимнего пути», в качестве основного источника звука. Он также отличается от других работ проекта, где вместо потрескивания используются шипящие звуки, петли короче по длине, а немузыкальные аспекты каждого трека (шипящие звуки) служат в качестве переднего плана микса.

### 2016—2019: Смерть Caretaker’a и «Everywhere at the End of Time»
После очередного перерыва The Caretaker вернулся со своим последним проектом, призванным положить конец его образу. Он запланировал шесть взаимосвязанных альбомов, которые будут исследовать прогрессирование деменции поэтапно до её конца. Более поздние этапы повторяют петли и мотивы как из более ранних альбомов серии, так и из всего бэк-каталога The Caretaker’a.
Кирби всегда был движим новаторством и разочарованием своим прошлым, говоря: «Я не могу продолжать ещё десять лет зацикливать старую музыку 1920-х годов» и стремясь сделать последний перерыв, и выражая донкихотское желание расстроить поклонников его прежней музыки. Работы, описывая их как «определённый тип слушателя, который купит это ради определённого типа звука». Everywhere at the End of Time также влияют технологические изменения с 1999 года, в первую очередь достижения в технологиях записи и сведения, а также новые возможности поиска музыкальных композиций в Интернете, а не в обычных магазинах.
«Everywhere at the End of Time» был выпущен и получил признание критиков, подробное описание которого приводится на отдельной странице.
Серия была прервана альбомом Take Care. It’s a Desert Out There... (2017 г.), после самоубийства давнего сотрудника The Caretaker’a Марка Фишера. В альбоме представлен единственный 45-минутный трек, напоминающий шумовую музыку The Theoretical Pure Anteretrograde Amnesia. Изначально предполагалось, что релиз будет ограничен, и будет доступен только для тех, кто присутствовал на живом выступлении, но в ответ на то, что посетители мероприятия продавали компакт-диск по высоким ценам в Интернете, он также был выпущен в цифровом виде, а выручка от него пошла в благотворительную организацию Mind.
Последним релизом Кирби как The Caretaker’a стал альбом Everywhere, an Empty Bliss (2019), это была коллекция не вышедших работ.

## Влияние
Кирби описывает себя как «очарованный воспоминаниями и воспоминаниями о них», а также предполагает, что проект является «своего рода аудио-черной комедией». Помимо фильма «Сияние» (1980), Кирби называет «Pennies from Heaven» Денниса Поттера источником вдохновения, который также по-новому присваивает музыку той эпохи с «грустью в текстах, чтобы продолжать рассказывать историю», а также Карнавал душ (1962) и сама музыка:

«большая часть этой музыки посвящена призракам и потерям, поскольку она была записана между двумя мировыми войнами. Это совершенно другая эпоха, и она более или менее была забыта. Названия вдохновляли на новые идеи, как и сам звук»

В качестве ключевого критерия он конкретно цитирует Эла Боулли, музыка которого занимает важное место в фильме «Сияние»:
«Он был золотым голосом своего поколения, но он был убит парашютной миной возле своего дома в Лондоне. Боулли всегда пел, как будто его преследовали; его голос был потусторонним. Это очень странная музыка этого времени между двумя мировыми войнами: оптимистичная, но также очень много о потерях и тоске, призраках и мучениях. Кажется, его преследуют духи тех, кто ушел в окопы и не вернулся»
В своей работе по амнезии и деменции он также использовал книги и исследования по этой теме.
Оригинальный веб-сайт The Caretaker’a предложил его «поклонникам более мрачного изоляционистского эмбиент творчества современных композиторов, таких как Уильям Басински, Nurse With Wound, Aphex Twin, Fennesz и Брайана Инo». Марк Фишер отмечает, что проект «уходит корнями в британскость», и Кирби предпочитает сосредоточиться только на британских исходных материалах. Флетчер предполагает «раннюю странность Roxy Music».
The Caretaker считает свою работу совместной обработкой, подчёркивая важность мастеринга LUPO, визуальных эффектов weirdcore.tv и давнего исполнителя альбомов Айвана Сила как ключевой части производственного процесса. У теоретика Марка Фишера были симбиотические отношения с Кирби, он вносил вклад в «Theoretically Pure Anterograde Amnesia», а также помещал свою работу в критический контекст, часто используя The Caretaker’a как отправную точку для своих политических идей. После смерти Фишера The Caretaker выпустил альбом «Take Care, It’s a Desert Out There» в качестве мемориального альбома после одной из цитат писателя, доходы от которого пошли в благотворительную организацию Mind.

## Рецензии
Марк Фишер сыграл важную роль в построении теории звука The Caretaker’a. Он называет Кирби ключевым художником-призраком, наряду с «Уильямом Басински, лейблом Ghost Box Burial, Mordant Music, Филипом Джекомen и другими», которые сошлись на определённой территории, не оказывая прямого влияния друг на друга… с подавляющей меланхолией, и они были озабочены тем, как технология материализует память в случае Кирби, с виниловыми пластинками. Он определяет «треск» винила как «основную звуковую сигнатуру призракологии», которая «даёт нам понять, что мы слушаем время, которое не совпадает с действительностью», сигнализируя о «возвращение определённого чувства потери», которое «вызывает прошлое и отмечает нашу дистанцию от него». Фишер связывает звучание The Caretaker’a со своим более широким проектом описания капиталистического реализма — политической идеей о том, что «будущее не только не наступило, оно больше не кажется возможным», и меланхолией призраков с «закрытыми горизонтами» капиталистического реализма. Марк Фишер предоставил комментарии к «Theoretically Pure Anterograde Amnesia», описывая её как «неудобную к прослушиванию»; в отличие от более ранних работ The Caretaker’a, «угроза больше не в смертельно сладком соблазнении ностальгии. Проблема больше не в том, чтобы добраться к прошлому, а в неспособности выбраться из него».
Джон Флетчер также описывает свою работу как «ужасающе чёткий анализ состояния постмодерна — явной эфемерности современной культуры, вырождающейся в безнадёжность — болезни, настолько изнурительной, что мы забываем момент, пока он всё ещё имеет место…»

Собственные пресс-релизы Кирби также приветствуют политическое понимание его работы. Кирби, родившийся в Великобритании, много лет жил и работал в Берлине и Кракове, поэтому в пресс-релизе Everywhere at the End of Time этот проект сравнивается с Брекситом:
«Оба проекта начались в 2016 году и должны быть завершены весной 2019 года. Не нужно быть гением, чтобы понять их параллельное развитие от ностальгии и исторической / коллективной амнезии к прогрессирующему слабоумию и полному уничтожению чувств».
Адам Сковелл сосредотачивается на «пространственных качествах» Take Care. It’s a Desert Out There, противопоставляя его более раннему воззванию The Caretaker’a старым чайным комнатам и отелям с «переносом слушателя в своего рода пустоту». Он описывает это как:
 «почти как погода, что уместно, поскольку депрессия в некотором смысле метеорологическая… Всё влажно, ничто не щадит. Есть только „сейчас“, когда погода плохая. Кости влажные, мысли влажные и суша то, что населяют другие, кажется немыслимым».

## Наследие
Джон Флетчер охарактеризовал The Caretaker’a как «один из самых новаторских, душераздирающих и совершенно жутких музыкальных проектов этого десятилетия, который последние 12 лет играет в тени при тусклом свете».
Последний проект The Caretaker’a Everywhere at the End of Time — один из самых известных его проектов. Pitchfork назвал альбом «тревожным», поскольку он является «музыкальным эквивалентом постоянной улыбки». The Quietus, который очень часто представляет проекты Кирби, назвал его лучшим в своём списке 100 переизданий в 2019 году.
Завершённый проект Everywhere at the End of Time стал вирусным в TikTok, и пользователи предлагали друг другу прослушать все стадии альбома продолжительностью шесть с половиной часов за один присест.
В Октябре 2017, группа из 90 музыкантов выпустили альбом Memories Overlooked: A Tribute to the Caretaker, с которых 100 % цифровых доходов, а также с релиза на кассете поступает в Ассоциацию Альцгеймера.

## Дискография

### КакThe Caretaker
- Selected Memories from the Haunted Ballroom (1999)
- A Stairway to the Stars (2001)
- We'll All Go Riding on a Rainbow (2003)
- Theoretically Pure Anterograde Amnesia (2005)
- Additional Amnesiac Memories (2006)
- Deleted Scenes / Forgotten Dreams (2007)
- Desolate Fragments Of Thought (отменён)[18][19]
- Persistent Repetition of Phrases (2008)
- Recolected Memories from the Museum of Garden History (2008)[20]
- An Empty Bliss Beyond This World (2011)
- Patience (After Sebald) (2012)
- Extra Patience (After Sebald) (2012)
- Everywhere at the End of Time (2016—2019)
- Take Care. It's a Desert Out There... (2017)
- Everywhere, an Empty Bliss (2019)[21]

### Как Leyland Kirby
- Sadly, the Future is No Longer What it Was (2009)
- Eager to Tear Apart the Stars (2011)
- Breaks My Heart Each Time (2014)
- We Drink to Forget the Coming Storm (2014)
- Intrigue & Stuff (2014)
- We, So Tired Of All The Darkness In Our Lives (2017)[22]
- We Are in the Shadow of a Distant Fire (2022)[23]

### КакThe Stranger
- The Stranger (1997)[24]
- Bleaklow (2008)[25]
- Watching Dead Empires in Decay (2013)[26]

### КакV/Vm
Как минимум 44 релиза, начиная с февраля 1996 года.
The Death of Rave (A Partial Flashback) (2014)